# Sarıağıl, Aksaray
Sarıağıl là một xã thuộc huyện Aksaray, tỉnh Aksaray, Thổ Nhĩ Kỳ. Dân số thời điểm năm 2010 là 381 người.